# Квілень
Квілень (пол. Kwileń) — село в Польщі, у гміні Хоч Плешевського повіту Великопольського воєводства.
Населення — 566 осіб (2011).
У 1975-1998 роках село належало до Каліського воєводства.

## Демографія
Демографічна структура станом на 31 березня 2011 року:
|          | Загалом | Допрацездатний вік | Працездатний вік | Постпрацездатний вік |
| -------- | ------- | ------------------ | ---------------- | -------------------- |
| Чоловіки | 284     | 70                 | 190              | 24                   |
| Жінки    | 282     | 49                 | 166              | 67                   |
| Разом    | 566     | 119                | 356              | 91                   |